# Dark Memorials
Dark Memorials è il dodicesimo album del gruppo musicale Sinister, pubblicato nel 2015. Contiene dieci cover di gruppi altri gruppi musicali e di due ri-registrazioni di due vecchie canzoni.

## Tracce
1. The Malicious – 2:24
2. Beneath the Remains (Sepultura cover) – 4:24
3. Exhume to Consume (Carcass cover) – 3:50
4. Unleashed upon Mankind (Bolt Thrower cover) – 5:26
5. Master Killer (Merauder cover) – 3:31
6. Beyond the Unholy Grave (Death cover) – 2:58
7. Under the Guillotine (Kreator cover) – 5:02
8. Ridden with Disease (Autopsy cover) – 4:57
9. Necrophiliac (Slayer cover) – 3:34
10. Radiation Sickness (Repulsion cover) – 2:06
11. Blasphemies of the Flesh (Carnage cover) – 3:49
12. Spiritual Immolation – 3:27
13. Compulsory Resignation – 3:52

## Formazione
- Toep Duin - batteria
- Aad Kloosterwaard - voce
- Bastiaan Brussaard - chitarra
- Mathijs Brussaard - basso
- Dennis Hartog - chitarra
- Ron van de Polder - basso, chitarra